# 1165
1165 (MCLXV) je bilo navadno leto, ki se je po julijanskem koledarju začelo na petek.

## Dogodki

### Evropa
- 11. april - Ogrski (proti)kralj Štefan IV. umre v izgnanstvu. Oblast nasledi že prej kronani, a odstavljeni Štefan III. ↓
- → Bizantinci s smrtjo Štefana IV. izgubijo močnega zaveznika. To leto cesar Manuel I. Komnen napove vojno Ogrski in okupira Hrvaško, Bosno ter Dalmacijo.
- 21. avgust - Pisanci se med vojno proti Genovčanom znesejo nad ligurskim mestom Albenga, (ki s konfliktom nima nobene veze).
- 23. november - Papež Aleksander III. se vrne iz pregnanstva v Rim.
- 9. december - Umrlega škotskega kralja Malcolma IV. nasledi Vilijem Lev.

- 29. december - Cesarski papež Pashal III. za svetnika kanonizira frankovskega kralja Karla Velikega. Kanonizacija je z vidika cerkvenega prava neveljavna. Danes ima sicer status Blaženega.
- Bodočemu bizantinskemu cesarju Androniku I. Komnenu uspe po dvanajstih letih pobegniti iz zapora. V varstvo se zateče v kneževino Halič v Galiciji (del Kijevske Rusije), ki ji vlada njegov bratranec Jaroslav Osomisl.
- Angleški kralj Henrik II. začne razmerje z ljubico Rozamundo Clifford.↓
- → Bitka pri Crogenu: nepričakovan poraz Henrika II. proti valižanskemu kraljestvu Gwynedd, ki se je še edino resno upiralo angleški nadvladi. Voditelj upora, valižanski princ Owain ap Gruffydd, kljub maloštevilčnosti njegove vojske, izkoristi domač teren in zelo deževne vremenske razmere, ki upočasnijo veliko angleško armado.
- Rimsko-nemški cesar Friderik I. podeli Leipzigu (v marki Meissen) trgovske privilegije. ↓
- → Istega leta podeli toskanskemu mestu Pistoia častni naziv "imperio fidelissima" za dotedanje zasluge.↓
- → Pavia dobi status komune.
- Rekonkvista: portugalski vitez Gerald Neustrašni (vazal Afonza I.) s svojim gverilskim vodom zavzame mavrsko mesto Evora. Istega (in naslednjega) zavzame z isto zalezovalno taktiko naslednja mavrska mesta in naselja: Cacéres, Trujillo, Montánchez, Lobon, Moura, Monsaraz, Alconchel, Serpa, Juromenha in Santa Cruz de la Sierra. V zavetju noči in ob najbolj neugodnih vremenskih prilikah so Mavri nemočni. 1166 →
- Sefardski Jud Benjamin iz Tudele se odpravi na romarsko potovanje v Sveto deželo. Njegov potopis vsebuje pomembne opise vsakodnevnega življenja v srednjem veku.
- Po Evropi se začne širiti legenda o Nadduhovniku Janezu, dozdevnemu potomcu enega od Treh kraljev in kralju Indije.
- Kneževina Vladimir-Suzdal: posvetitev cerkve Marije Priprošnjice na reki Nerl. Gradnjo je naročil knez Andrej Bogoljubski.

### Azija

#### Bližnji vzhod
- Sirski vladar Nur ad-Din prežene križarje z Golanskega višavja.
- Zakon med jeruzalemskim kraljem Amalrikom I. in Nežo Edeško je razveljavljen. Neža, ki zaradi zavzetja Edese nima več politične vrednosti, izpogaja, da sta njuna zakonska otroka, Baldvin IV. in Sibila prva dediča. Amalrik začne iskati novo sporogo na bizantinskem dvoru.

#### Daljni vzhod
- 5. september - Japonska: umrlega cesarja Nidžoja nasledi njegov sin Rokudžo, 79. cesar po seznamu.
- Kitajska: obnovljena je pagoda Liuhe, provinca Zhejiang. Zaradi ugodne priobalne namestitve služi tudi kot svetlinik ← 1121

## Rojstva
- 28. julij - Ibn Arabi, andaluzijski filozof in mistik († 1240)
- 21. avgust - Filip II., francoski kralj († 1223)
- oktober - Ivana Angleška, sicilska kraljica, touluška grofica († 1199)
- november - Henrik VI., rimsko-nemški cesar, sicilski kralj († 1197)

Neznan datum
- Albéric Clément, francoski maršal, baron Meza, križar († 1191)
- Albert iz Buxthoevna, nemški škof Rige, vojskovodja, križar († 1229)
- Berengarija Navarska, angleška kraljica, soproga Riharda I. († 1230)
- Blacatz, okcitanski trubadur († 1235)
- Boncompagno da Signa, italijanski učitelj retorike, zgodovinar, šahist († 1240
- Bruno IV. iz Sayna, kölnski nadškof († 1208)
- Guilhabert de Castres, katarski škof in teolog († 1240)
- Henrik I., vojvoda Brabanta in Spodnje Lotaringije († 1235)
- Henrik I. Bradati, šlezijski vojvoda († 1238)
- Hermann von Salza, 4. veliki mojster vitezov križnikov († 1239)
- Jean Bodel, francoski truver († 1210)
- Jehuda Alharizi, španski judovski učenjak in pesnik († 1225)
- Matilda Bourbonska, francoska plemkinja, dama († 1228)
- Pelagij Galvani, španski papeški legat, križar († 1230)
- Phillipe de Plessis, 13. veliki mojster templarjev († 1209)
- Raimbaut de Vaqueiras, provansalski trubadur († 1207)
- Rejnald I. Dammartinski, grof Dammartina, grof Boulogne († 1227)
- Ruben II., gospod Kilikijske Armenije († 1170)
- Sigfrid II. Eppsteinski, nadškof Mainza († 1230)
- Štefan Prvokronani, veliki župan Raške in kralj Srbije († 1228)
- Vilijem iz Bretanije, francoski kronist in pesnik († 1225)

## Smrti
- 11. april - Štefan IV., ogrski kralj (* 1133)
- 4. september - Sveta Rozalija, siciljanska svetnica (* 1128)
- 5. september - cesar Nidžo, 78. japonski cesar (* 1143)
- 9. december - Malcolm IV., škotski kralj (* 1141)
- Al-Idrizi, arabski geograf (* 1100)
- Sibila Anžujska, flandrijska grofica (* 1112)